# يو إف سي على فوكس: شيفتشينكو ضد بينا
يو إف سي على فوكس: شيفتشينكو ضد بينا (بالإنجليزية: UFC on Fox: Shevchenko vs. Peña)‏ هو حدث لفنون القتال المختلطة نظمته يو إف سي، أُقيم في 28 يناير 2017، على بيبسي سنتر في دنفر، كولورادو، الولايات المتحدة.